# Esmań (osiedle typu miejskiego)
Esmań (ukr. Есмань) – osiedle typu miejskiego na Ukrainie, w rejon głuchowskim obwodu sumskiego. Znajduje się w pobliżu granicy z Rosją. W rejonie miasta swoje źródła ma rzeka Esmań.

## Historia
Wieś w guberni czernihowskiej.
Od 1957 roku funkcjonowało pod nazwą Czerwone. Do obecnej nazwy powrócono w 2016 roku.
Status osiedla typu miejskiego uzyskało w 1968 roku.
W 1989 liczyła 2366 mieszkańców.
W 2025 liczyła 380 mieszkańców.
Przez Esmań przebiegała linia kolejowa, łącząca miasto Drużba z granicą z Federacją Rosyjską. Na początku XXI wieku rozebrano odcinek pomiędzy osiedlem Esmań a granicą. W pobliżu osiedla biegnie też droga międzynarodowa M02.